# Ceresdorp
Ceresdorp is een buurt in Musselkanaal (gemeente Stadskanaal) in de Nederlandse provincie Groningen.
Het Ceresdorp ligt tussen Stadskanaal en Musselkanaal in een knik van het kanaal. In 2021 telde het dorp 940 inwoners. Het dorp is vernoemd naar de godin van de landbouw: Ceres.
Het Ceresdorp is ontstaan als arbeiderswijk toen Stadskanaal na de Tweede Wereldoorlog een snelle ontwikkeling doormaakte.
Vlak bij het dorp lag een groot fabriekscomplex van Philips. Philips vestigde zich hier in 1955 met een fabriek voor beeldbuizen en later een fabriek voor halfgeleiders. Op het hoogtepunt werkten daar meer dan 3.000 mensen. Op 18 mei 2004 besloot het concern de vestiging in Stadskanaal eind 2005 definitief te sluiten.
Ook diverse arbeiders van de glasfabriek in Nieuw-Buinen woonden in het Ceresdorp.

## Gebiedsstatistieken
Ceresdorp ligt in de wijk Musselkanaal en is in het westen begrenst door de Cereskade en in het oosten ongeveer tot de Tolhoksweg. Het beslaat een oppervlakte van 4,07 km² (waarvan 0,05 km² water). De sportvereniging die in Ceresdorp gevestigd is (SETA) heeft de gebiedsbegrenzing (in ruimere zin) in haar naam, nl. Sportvereniging van Exloërmond Tot Afdraai. In dit gebied wonen ca 2.500 à 3.000 mensen.

## Woningbouw
De woningen langs het Stadskanaal (Ceresstraat, Cereskade, Schoolstraat en Schoolkade) zijn overwegend in particulier bezit.
De eerste uitbreiding door de plaatselijke woningcorporatie vond plaats in 1947 in de kern van het 'eigenlijke' Ceresdorp door de bouw van 40 semi-permanente woningen, die ook wel 'bungalows' werden genoemd, omdat er geen bovenverdieping in was. Het ontwerp van het stratenplan was van het stedenbouwkundig bureau Oom en Kuipers uit Groningen. Vanwege de slechte staat van de woningen zijn deze in de zeventiger jaren afgebroken en vervangen door de huidige woningen aan onder andere de Brinkstraat en de Korenstraat. Later zijn ook de woningen aan de Klaverstraat en de Ceressingel deels afgebroken en deels gerenoveerd. Ook is er nieuwbouw aan de Akkerweg gerealiseerd.

## Politiek
| Partij           | Stemmen 2010 | %    | Stemmen 2006 | %    |
| PvdA             | 94           | 40,3 | 220          | 65,1 |
| CDA              | 32           | 13,7 | 31           | 9,2  |
| ChristenUnie     | 19           | 8,1  | 31           | 9,2  |
| VVD              | 13           | 5,6  | 13           | 3,9  |
| Gemeentebelangen | 34           | 14,6 | 27           | 8,0  |
| D66              | 2            | 0,9  | 7            | 2,1  |
| SP               | 25           | 10,7 | 27           | 8,0  |
| GroenLinks       | 14           | 6,0  | 9            | 2,7  |
| Opkomst          | 234          | 30,4 | 338          | 46,8 |

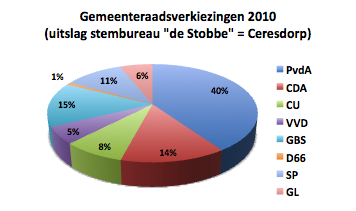
Uitslag gemeenteraadsverkiezingen Ceresdorp

(Uitslag van de gemeenteraadsverkiezingen van 2006 en 2010 (in het toenmalige stembureau buurthuis "de Stobbe" = Ceresdorp). bron: gemeente Stadskanaal)

## Onderwijs
Het Ceresdorp telde twee basisscholen. De openbare basisschool 'de Badde' aan de Schoolstraat en de christelijke basisschool 'de Meander' aan de Ceresstraat. In 2015 is 'de Meander' gesloten.

## Buurthuis

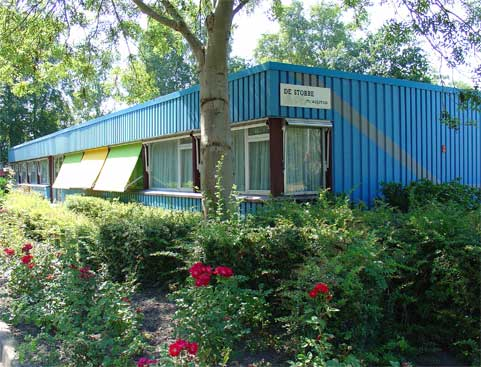
Buurthuis 'de Stobbe' in het Ceresdorp

Op dezelfde plaats waar later het buurthuis 'de Stobbe' zou worden gebouwd stond sinds 1929 het gebouw 'de Vonk' van de Arbeiders Jeugd Centrale. In het begin van de Tweede Wereldoorlog werd dit gebouw door de Duitse bezetter verplaatst naar de Oude Markt in Stadskanaal (waar het vele jaren dienst heeft gedaan als onderkomen van de afdeling bouw- en woningtoezicht van de dienst gemeentewerken).
In 1932 opende de toenmalige commissaris der Koningin in Groningen, Tjarda van Starkenborgh, het eerste buurthuis van de vereniging voor opbouwwerk in de provincie Groningen dat in dit gebied aan de Tweede Afdraai werd gevestigd, waar onder leiding van de buurthuisleidster, activiteiten voor de bewoners van het Ceresdorp werden georganiseerd. Deze activiteiten werden beëindigd in 1946. Vanuit de bewoners werd echter aangedrongen op het handhaven van deze voorziening voor het Ceresdorp. Regelmatig werden er verzoeken hiertoe ingediend bij het gemeentebestuur van de toenmalige gemeente Onstwedde, waar Stads- en Musselkanaal deel van uitmaakten.
Uiteindelijk werd er in 1968/1969 een haalbaarheidsonderzoek verricht naar een buurthuis voor het Ceresdorp. Op basis van de resultaten van dit onderzoek kon - met steun van het toenmalige ministerie van CRM - in 1973 begonnen worden met de bouw van 'de Stobbe'. Dit buurthuis werd in 1974 door de buurtbevolking in gebruik genomen en in 1975 officieel geopend door de staatssecretaris van CRM, de heer Wim Meijer.
Al meer dan veertig jaar worden in en vanuit 'de Stobbe' tal van sociaal culturele activiteiten georganiseerd voor en door de bevolking van het Ceresdorp. Ook het maatschappelijk werk, het opbouwwerk en het peuterspeelzaalwerk hebben een plek gevonden in deze buurtvoorziening.

## Sportvoorzieningen
In het gebied is de sportvereniging SETA gevestigd:
Deze vereniging bestaat uit een voetbalafdeling en een gymnastiekafdeling.

## Streekhistorisch Centrum en watertoren

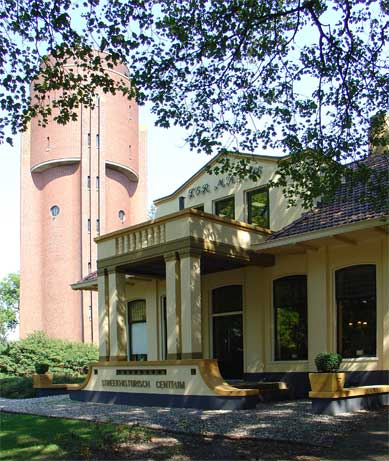
Watertoren en streekhistorisch centrum

Ook het streekhistorisch Centrum van Stadskanaal is sinds 1975 in het gebied van het Ceresdorp gevestigd. Door een legaat aan de gemeente Stadskanaal kon in dit jaar de villa Huize Ter Marse betrokken worden, gelegen aan de Ceresstraat 2 (naast de watertoren). De villa werd in 1884 gebouwd voor de hereboer- en vervenersfamilie Maarsingh. In de Tweede Wereldoorlog deed deze villa dienst als woning van de NSB'er Jb. Maarsingh (gemachtigde van Mussert voor de provincies Groningen en Drenthe). De gemeenteraad van Stadskanaal had dan ook enige moeite met het vinden van een passende bestemming voor het verkregen legaat van de erven Maarsingh. Zowel de in de stijl van de Amsterdamse School gebouwde watertoren als Huize Ter Marse zijn sinds 2000 erkend als rijksmonument.

## Het Ceresmeer

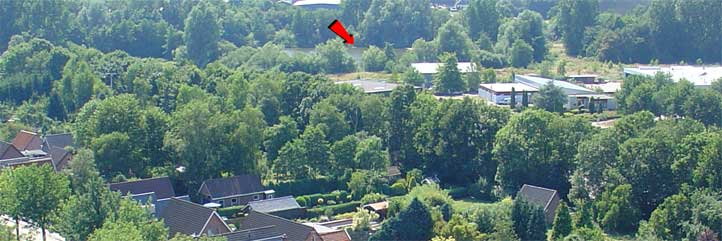
Ceresmeer bij Philipsfabriek in Stadskanaal (bij rode pijl)

Philips heeft in de vijftig jaar van zijn aanwezigheid in Stadskanaal voor veel werkgelegenheid gezorgd. Maar er is ook een keerzijde met name voor het gebied Ceresdorp. In het Ceresmeer (gelegen tussen de Cereskade en de Philipsfabrieken) heeft Philips jarenlang bedrijfsafval gedumpt. Uitgebreid onderzoek heeft aangetoond, dat lekkende vaten de bodem van het meer en het water vervuilen. Nader onderzoek (gefinancierd door de gemeente Stadskanaal, het waterschap Hunze en Aa's en Philips) moet uitwijzen wat er nu met dit meer moet gebeuren.
Dorpen:
Alteveer (deels) · Ceresdorp · Kopstukken · Mussel · Musselkanaal · Onstwedde · Smeerling · Stadskanaal

Gehuchten: Barlage · Blekslage · Braamberg · Höchte · Horsten · Sterenborg · Ter Wupping · Vledderhuizen · Vledderveen · Vosseberg

Buurtschappen: Höfte · Holte · Oomsberg · Tange · Ter Maarsch · Veenhuizen · Wessinghuizen

Kanalen: Stadskanaal · Musselkanaal · Mussel-Aa-kanaal      Bos: Dr. Hommesbos

Groningen: Steden en dorpen      Nederland: Provincies · Gemeenten